# 임자남초등학교
임자남초등학교는 대한민국 전라남도 신안군에 있는 초등학교다.

## 학교 연혁
- 1953년 12월 03일 학교설립(인가)
- 1957년 3월 18일 제1대 이자원 교장 부임
- 1957년 4월 1일 임자남국민학교 개교 -인가학급 : 4학급(학년당 1학급)
- 1961년 4월 1일 향토학교 건설 연구학교 지정
- 1966년 10월 27일 임자서국민학교 분교장 격하 편입
- 1968년 4월 23일 임자남국민학교 대노록도분실, 소노록도분실, 갈도분실, 굴도분실, 부남도분실, 태이도분실 개설
- 1968년 4월 23일 위 분실 전 지역 도서벽지학교 '갑'급 지정
- 1969년 1월 1일 임자남국민학교 입모도분실 개설 및 도서벽지학교 '갑'급 지정
- 1979년 2월 1일 소속 분실 전 지역 도서벽지학교 '특'급 조정
- 1979년 3월 1일 군지정 학습공원화 시범학교 지정
- 1982년 3월 1일 소속 분실 전 지역 도서벽지학교 '갑'급 조정
- 1982년 12월 31일 부남도분실 폐실
- 1983년 3월 10일 병설유치원 개원
- 1984년 10월 4일 교문개축(한국유리공업 자매결연 증)
- 1984년 11월 23일 소노록도분실 폐실
- 1985년 2월 28일 입모도분실 폐실
- 1985년 8월 31일 굴도분실 폐실
- 1985년 12월 31일 대노록도분실 폐실
- 1986년 1월 1일 갈도분실, 태이도분실 도서벽지학교 '나'급 조정
- 1989년 2월 28일 갈도분실 폐실
- 1990년 2월 5일 급식학교 지정 개소
- 1991년 4월 30일 태이도분실 폐실
- 1996년 3월 1일 임자남초등학교 개칭
- 1997년 3월 1일 표준유치원 지정
- 1998년 3월 1일 전라남도교육청 지정 표준학교 가꾸기 대상교
- 1998년 11월 27일 신안교육청지정 음악과연구학교 보고회
- 2000년 3월 1일 임자서분교장 폐교 및 본교 통페합
- 2005년 12월 31일 교육과정 운영우수 도교육감 표창
- 2010년 3월 1일 농산어촌 연중 돌봄학교 지정
- 2010년 9월 1일 제23대 채종환 교장 부임
- 2010년 12월 24일 기초학습부진학생 완전구제 교육감 인증서 수여
- 2012년 12월 20일 스마트교육 우수학교 교육감 표창
- 2013년 11월 28일 기초학습 미도달학생 제로화 교육감 인증서 수여
- 2014년 3월 1일 무지개학교 지정
- 2014년 9월 1일 제24대 윤인학 교장선생님 부임
- 2015년 2월 12일 제56회 졸업식(남: 1,761, 여: 1,551 총 3,312명)